# Jill Biden
Jill Biden   (Hammonton, 3 de juny de 1951) Jill Tracy Biden, nascuda amb el cognom Jacobs i anteriorment anomenada per matrimoni Stevenson, és una educadora i professora estatunidenca, actual primera dama dels Estats Units. Abans havia estat la segona dama dels Estats Units, des del 2009 fins al 2017.
Tot i néixer a Hammonton, Nova Jersey, va créixer a Willow Grove, Pennsilvània. Es va casar amb Joe Biden el 1977, convertint-se en madrastra de Beau i Hunter, els dos fills del seu primer matrimoni d'ell. Jill i Joe tingueren una filla junts, Ashley, nascuda el 1981.
Jill Biden té una llicenciatura i un doctorat per la Universitat de Delaware, així com màsters per la Universitat de West Chester i la Universitat de Villanova. Va ensenyar anglès i a llegir a diverses escoles secundàries durant 13 anys i va fer classes a adolescents amb discapacitats emocionals en un hospital psiquiàtric.
Del 1993 al 2008, Biden va ser professora d'anglès i d'escriptura al Delaware Technical Community College. Des del 2009, és professora d'anglès al Northern Virginia Community College i es creu que va ser la primera dona d'un vicepresident que ocupava un lloc de treball remunerat durant el mandat del seu marit. És la fundadora de l'organització sense ànim de lucre de la Biden Breast Health Initiative, cofundadora del programa Book Buddies i de la Fundació Biden, és activa a Delaware Boots on the Ground i és cofundadora de Joining Forces amb Michelle Obama.

## Joventut
Jill Tracy Jacobs va néixer el 3 de juny de 1951 a Hammonton, Nova Jersey. Quan era nena, vivia a Hatboro, Pennsilvània, abans de traslladar-se a Willow Grove, un suburbi al nord de Filadèlfia. És la gran de cinc germanes.
El seu pare, Donald Carl Jacobs (1927-1999), va ser treballador a la banca i signalman a la Marina dels Estats Units durant la Segona Guerra Mundial, que després va utilitzar el GI Bill per assistir a una escola de negocis i es va convertir en el cap d'una institució d'estalvis i préstecs al barri de Chestnut Hill de Filadèlfia. El seu cognom originalment havia estat Giacoppo, mal escrit com a Giacoppa al registre americà abans que el seu avi sicilià el canviés. La seva mare, Bonny Jean (Godfrey) Jacobs (1930-2008, era mestressa de cas, i era d'origen anglès i escocès.
Els seus pares s'autoanomenaven "realistes agnòstics" i no assistien a l'església, però sovint assistia als serveis dominicals en una església presbiteriana amb la seva àvia. Més tard, Jacobs va assistir a classes de religió de manera independent a l'Església Presbiteriana d'Abington i als 16 anys es va confirmar.
Jacobs sempre tingué intenció de tenir una carrera professional. Va començar a treballar als 15 anys, amb feines com ara de cambrera a Ocean City, Nova Jersey. Va assistir a l'escola secundària Upper Moreland, on per la seva pròpia descripció posterior, era una mica rebel, gaudia de la seva vida social i era bromista. Tot i això, ha recordat que sempre li va agradar la classe d'anglès, i els seus companys de classe deien d'ella que era una bona estudiant. Es va graduar el 1969.

## Educació i carrera, matrimonis i família
Jacobs es va matricular al Brandywine Junior College de Pennsilvània durant un semestre. Tenia la intenció d'estudiar marxandatge de moda, però no li va fer el pes. Es va casar amb Bill Stevenson, antic jugador de futbol universitari, el febrer de 1970, i va passar a anomenar-se Jill Stevenson. Un parell d'anys més tard, va obrir l'Stone Balloon a Newark, prop de la Universitat de Delaware. Es va convertir en un dels bars universitaris amb més èxit del país.
Va canviar la seva feina a la Universitat de Delaware, per estudiar anglès al College of Arts and Sciences. Després va agafar-se un any sabàtic de la universitat i va fer una mica de model per a una agència local de Wilmington. Ella i Stevenson es van separar l'any 1974.
Va conèixer Joe Biden al març de 1975. Es van conèixer en una cita a cegues organitzada pel germà de Joe, Frank, que la coneixia de la universitat, tot i que Biden havia vist abans una fotografia seva en una publicitat local. Tot i que tenia gairebé nou anys més que ell, Jill va quedar impressionada per la seva aparença i maneres més formals en comparació amb els homes de la universitat que havia conegut i, després de la primera cita, va dir a la seva mare: "Mare, per fi he conegut un senyor". Mentrestant, passava per un turbulent procés de divorci amb Stevenson, en què Jill va perdre la meitat que reclamava de l'Stone Balloon. Al maig de 1975 es va formalitzar un divorci civil.

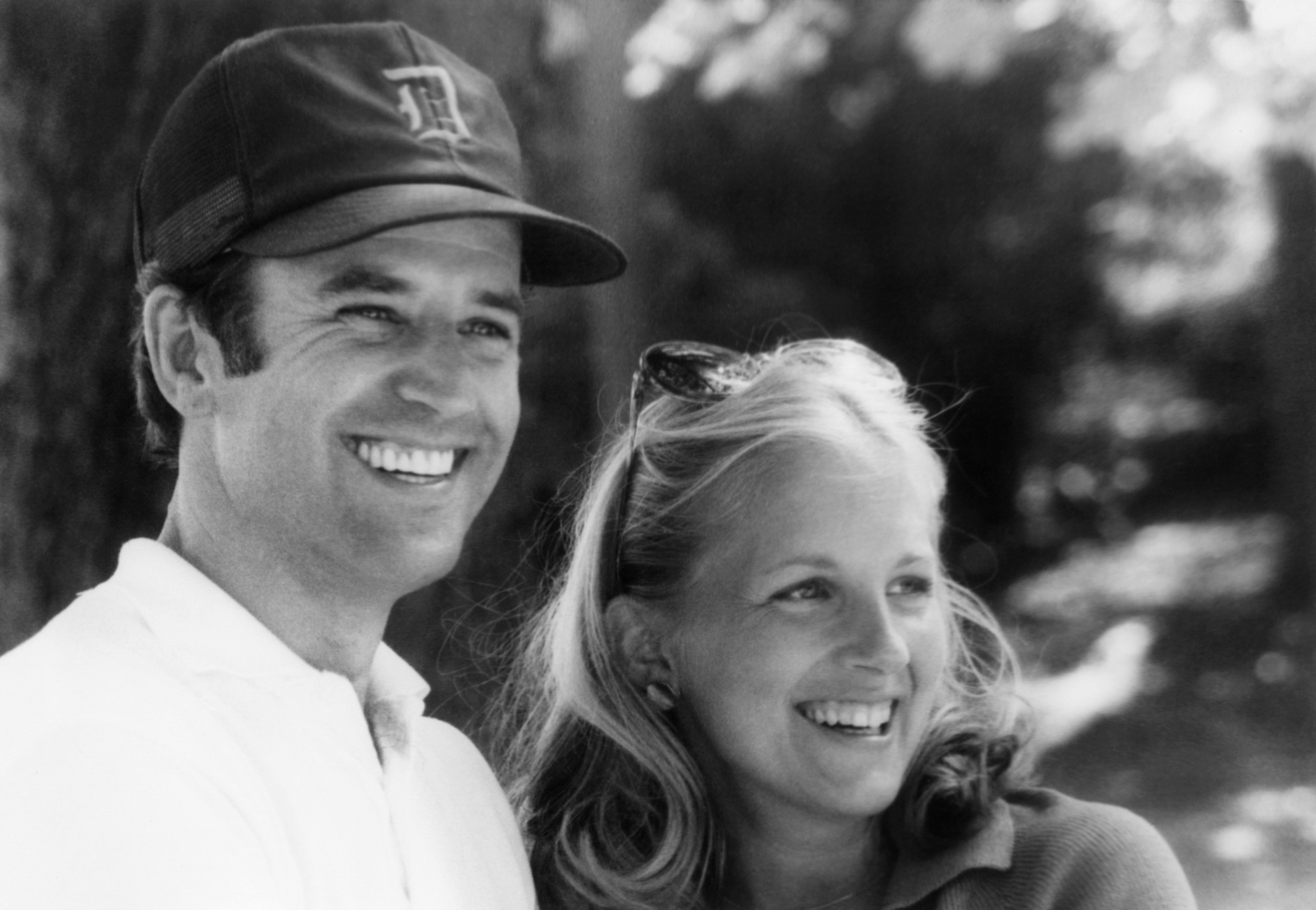
Joe i Jill, poc després de conèixer-se, als anys setanta

Jill es va graduar amb una llicenciatura en arts d'anglès per la Universitat de Delaware el 1975. Va començar la seva carrera treballant com a professora suplent en el sistema escolar de Wilmington, i després va ensenyar anglès a temps complet durant un any a l'escola secundària St. Mark’s de Wilmington. En aquella època va passar també cinc mesos treballant a l'oficina del Senat de Biden, cosa que incloïa viatges setmanals amb la campanya mòbil del senador a les parts del sud de l'estat.
Ella i Joe Biden es van casar amb un sacerdot catòlic el 17 de juny de 1977 a la capella de les Nacions Unides a la ciutat de Nova York. Havien passat quatre anys i mig després de la mort de la primera dona i la filla d'ell en un accident de vehicle a motor. Joe li ho havia proposat diverses vegades abans que ella ho acceptés, ja que no estava convençuda d'entrar a l'ull públic, ansiosa per seguir concentrada en la seva carrera, i inicialment dubtava també si assumir el compromís de criar els dos fills petits de Joe que havien sobreviscut a l'accident. Van passar la lluna de mel al llac Balaton, a la República Popular Hongaresa, a l'altra banda del teló d'acer. La destinació va ser escollida per recomanació de l'assistent de Biden, d'origen hongarès, Tom Lantos. Jill va criar Beau i Hunter, i la van anomenar mare, però no els va adoptar legalment.
Va continuar ensenyant i cursant un màster al West Chester State College, fent una assignatura per semestre. Ho va completar quan, mentre estava embarassada, va fer-se amb un Màster en Educació amb especialitat en lectura l'any 1981. La filla dels Biden, Ashley Blazer, va néixer el 8 de juny de 1981 i Jill va deixar de treballar durant dos anys mentre criava els tres fills.

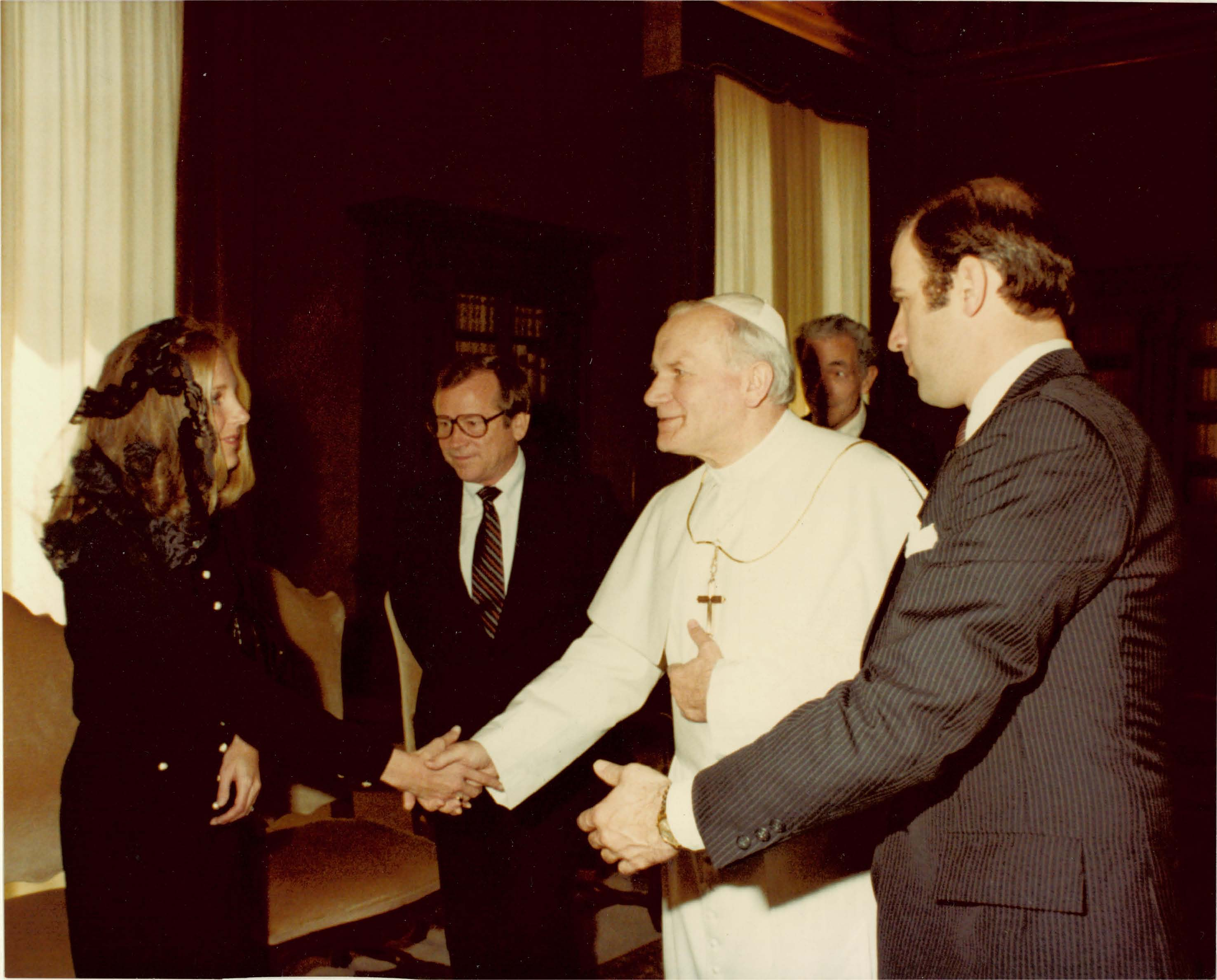
Jill i Joe Biden van conèixer el papa Joan Pau II al Vaticà l'abril de 1980.

Després va tornar a treballar, ensenyant anglès, fent d'especialista en lectura i ensenyant història a estudiants amb discapacitat emocional. Va ensenyar al programa d'adolescents de l'hospital psiquiàtric Rockford Center durant cinc anys, als anys vuitanta. El 1987, Jill Biden va obtenir el seu segon títol de postgrau, aquest cop un Màster en Arts d'Anglès per la Universitat de Villanova. Durant la campanya infructuosa del seu marit per la nominació a la presidència demòcrata de 1988, va dir que continuaria la seva tasca d'ensenyar a nens amb discapacitat emocional fins i tot si es convertia en la primera dama. Va ensenyar durant tres anys a l'escola secundària Claymont. A principis dels anys noranta, va ensenyar anglès a l'escola secundària Brandywine de Wilmington. Diversos dels seus estudiants allà més tard van recordar com es preocupava realment per ells. En total, va passar tretze anys ensenyant a un institut públic.
Des del 1993 fins al 2008, Biden va ser instructora al campus Stanton/Wilmington del Delaware Technical & Community College, on va ensenyar escriptura anglesa i redacció correctiva, fent èmfasi en infondre confiança als estudiants. Una vegada, sobre ensenyar a un col·legi universitari (community college), digué: "Sento que puc marcar un gran punt i apart a les seves vides. M’encanta aquesta població. Em sembla molt còmode. M'encanten les dones que tornen a l'escola i obtenen els seus títols perquè estan molt concentrades".
Jill Biden és presidenta de la Biden Breast Health Initiative, una organització sense ànim de lucre iniciada el 1993 que ofereix programes educatius de sensibilització en salut mamària de forma gratuïta a les escoles i altres institucions de l'estat de Delaware. En els 15 anys següents, l'organització va informar a més de 7.000 noies de secundària sobre la salut mamària. El 2007, Jill Biden va ajudar a fundar Book Buddies, que proporciona llibres per a nens de baixos ingressos, i ha estat molt activa a Delaware Boots on the Ground, una organització que dona suport a famílies de militars. Corre cinc milles, cinc vegades a la setmana, i ha corregut a la Marató del Cos de Marins i a la Mitja Marató de Filadèlfia.
Posteriorment, Biden va tornar a la universitat per obtenir el títol de doctora, estudiant amb el seu nom de naixement, Jill Jacobs. Al gener de 2007, als 55 anys, va aconseguir un doctorat en educació (Ed.D.) en lideratge educatiu per la Universitat de Delaware sota la direcció de la professora Barbara Curry. La seva tesi, Student Retention at the Community College: Meeting Students' Needs, es va publicar amb el nom de Jill Jacobs-Biden.
Jill assisteixde manera regular a missa amb el seu marit a St. Joseph's on the Brandywine, a Greenville, Delaware. No s'ha fet públic si alguna vegada s'ha convertit formalment al catolicisme o s'identifica explícitament com a catòlica.

## Paper a la campanya presidencial del 2008

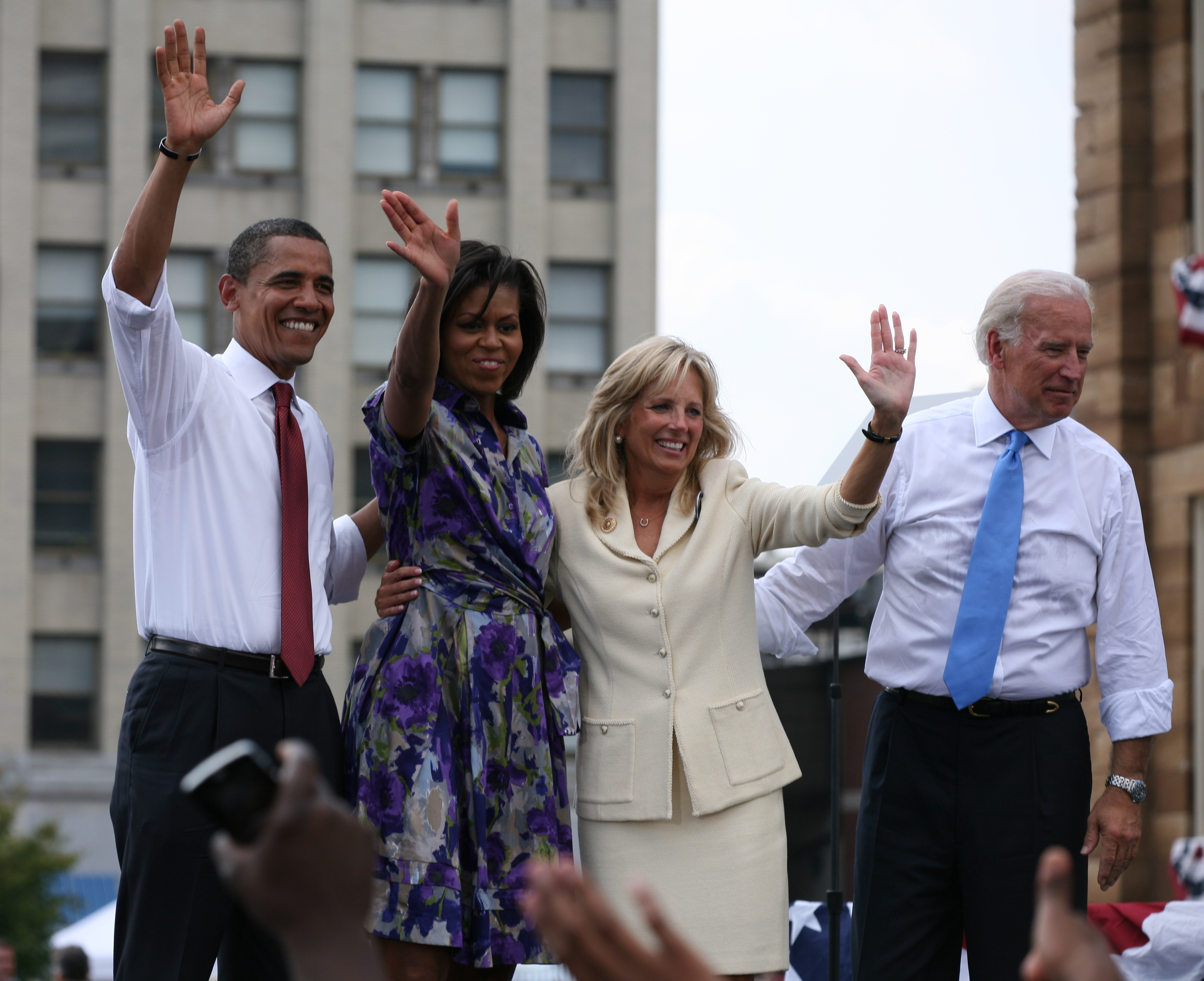
Biden va anunciar l'agost de 2008 que el seu marit es convertia en company de carrera de Barack Obama

Tot i oposar-se personalment a la guerra de l'Iraq, Biden no havia volgut que el seu marit es presentés a les eleccions presidencials del 2004, fins al punt que va interrompre una reunió d'estratègia discutint la possibilitat entrant en un banyador amb la paraula "NO" inscrita a l'estómac. Però després de la reelecció de George W. Bush el 2004, va instar el seu marit a presentar-se de nou a la presidència, i més tard digué: "Vaig vestir-me de negre literalment durant una setmana. Simplement no em podia creure que guanyés, perquè sentia que les coses ja estaven prou malament. Estava tan en contra de la guerra de l'Iraq. I li vaig dir a Joe: "Heu de canviar això, heu de canviar això"". Durant la fallida campanya de Joe Biden per ser nominat a la presidència demòcrata del 2008, va continuar donant classes durant la setmana i s'unia a ell per fer campanya els caps de setmana. Va dir que hauria pres un paper activista per abordar l'educació com el seu principal focus de preocupació si hagués arribat a primera dama. També va afirmar que no buscaria la seva inclusió a les reunions del Consell de Ministres i "dic que sóc apolítica tot i haver estat casada amb Joe durant 30 anys".
Una vegada que el seu marit va ser seleccionat com a company de carrera del candidat presidencial demòcrata Barack Obama, va començar de nou la campanya. Portava un pin de Blue Star Mothers Club en reconeixement del desplegament de Beau Biden a l'Iraq. No era una altaveu política, però va poder establir una connexió amb el públic. També va fer algunes aparicions conjuntes amb Michelle Obama. Durant tot el temps que el seu marit es postulava per la vicepresidència, Jill Biden va continuar donant classes quatre dies a la setmana al Delaware Technical Community College durant el semestre de tardor de 2008 i després va fer campanya durant el cap de setmana mentre corregia els treballs de classe al bus de la campanya.

## Segona Dama dels Estats Units

### Primer mandat

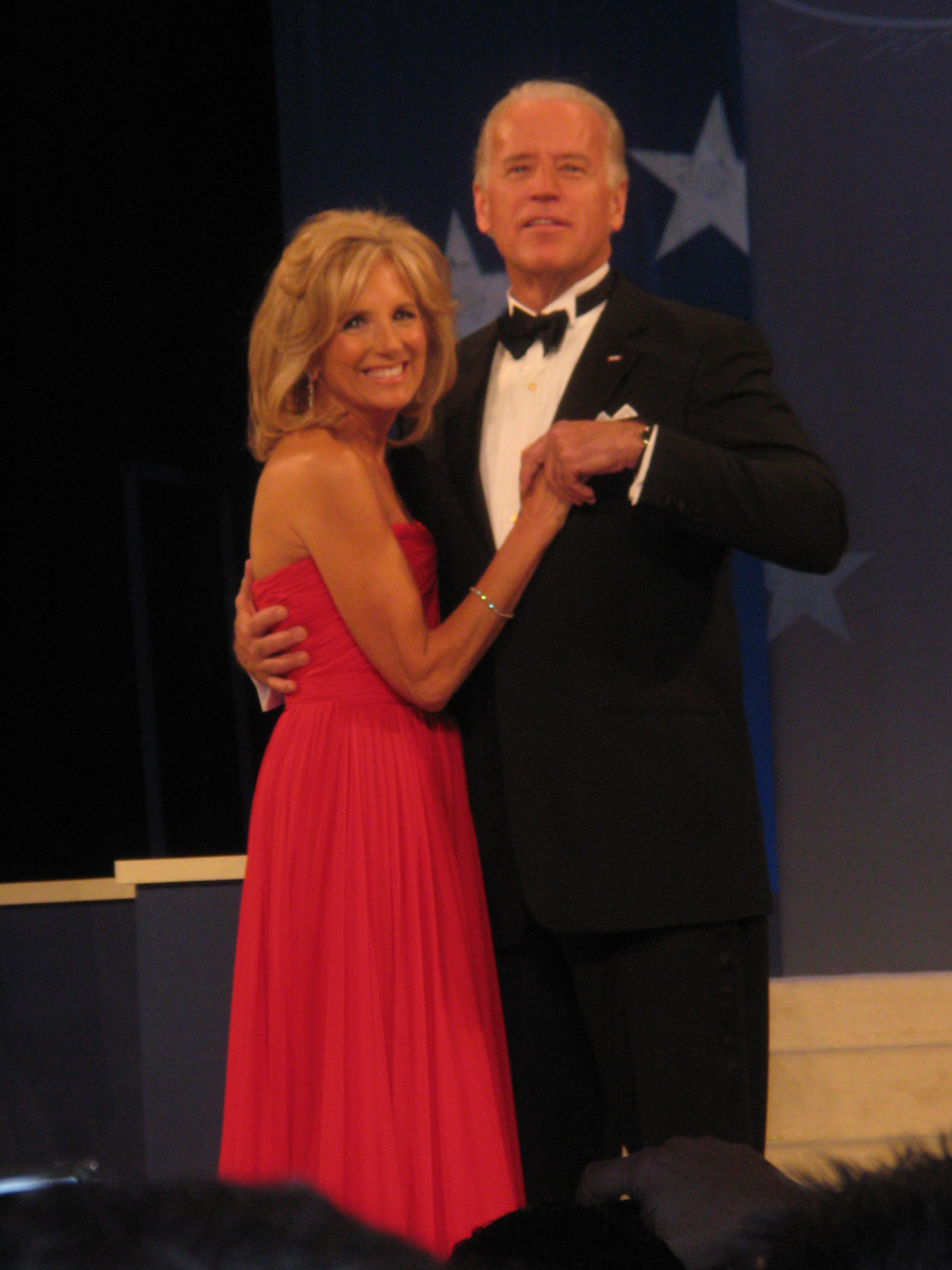
Jill i Joe Biden ballant el 20 de gener de 2009, després que Joe jurés el càrrec de Vicepresident dels Estats Units

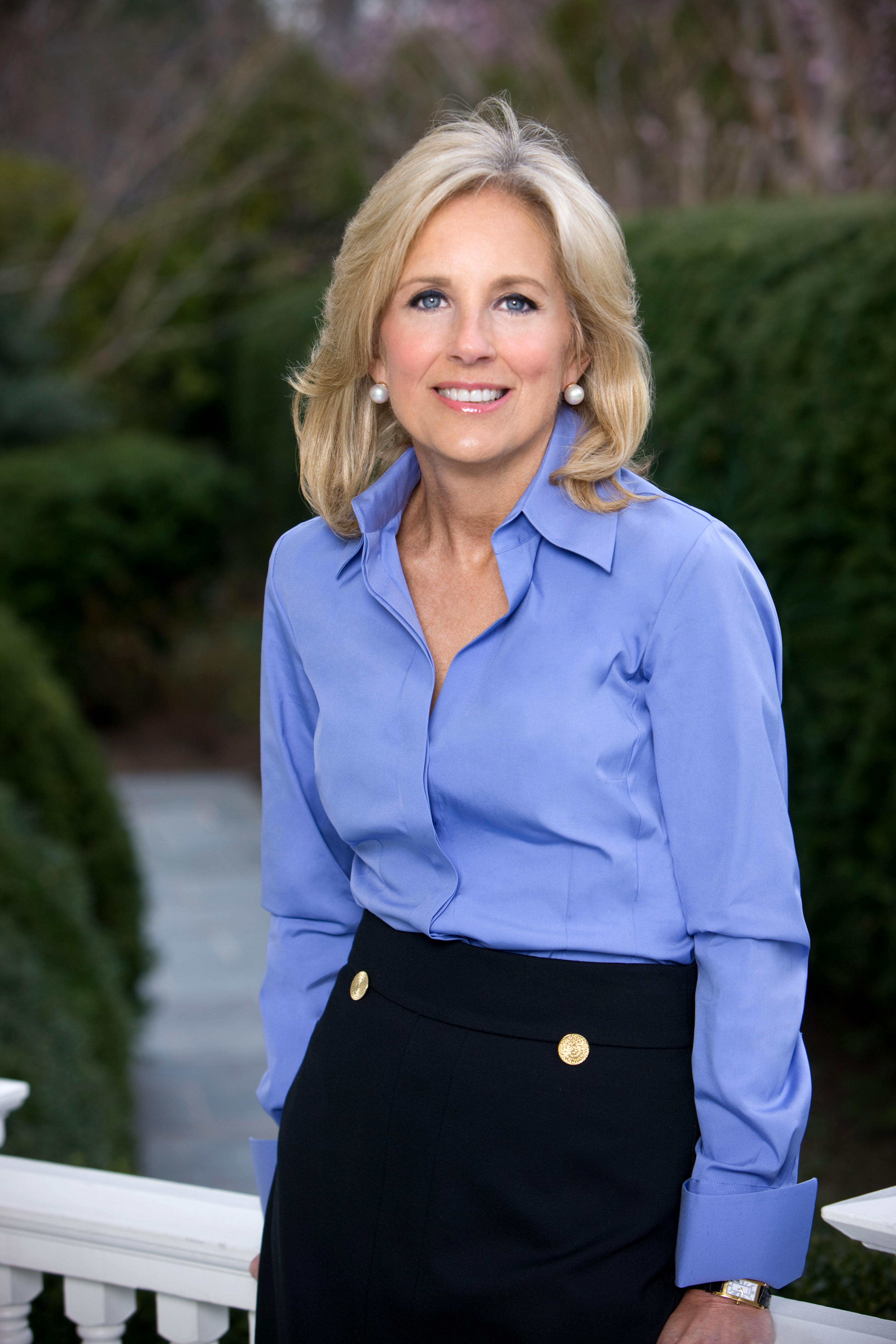
Retrat oficial, març de 2009

Després de l'elecció de la fórmula Obama-Biden, ella i el seu marit es van traslladar al Number One Observatory Circle, la residència oficial de la vicepresidència a Washington DC. Però, com a nova Segona Dama dels Estats Units, Biden tenia la intenció de continuar ensenyant a un col·legi comunitari de la zona de Washington i diversos centres la van contractar. El gener del 2009, va començar a impartir dos cursos d'anglès com a professora adjunta al campus d'Alexandria del Northern Virginia Community College (NOVA), el segon centre universitari públic més gran del país. Ha estat rar que les segones dames treballessin mentre els seus cònjuges ocupen el càrrec de vicepresident, i es creu que Biden va ser la primera segona dama que va ocupar un lloc de treball remunerat mentre el seu marit era vicepresident. En els anuncis de la Casa Blanca i per la seva preferència, se la coneixia com a "Dr. Jill Biden".
Catherine Russell, antiga assessora del Comitè de Relacions Exteriors del Senat, va ser nomenada cap de gabinet de Jill Biden pel seu paper de segona dama. Courtney O'Donnell, antiga portaveu de Howard Dean i Elizabeth Edwards, va ser nomenada directora de comunicació i Kirsten White, advocada de Morgan, Lewis & Bockius, directora de política. Com a segona dama, Biden comptava amb una plantilla de vuit persones en total i ocupava un espai a la cantonada de l'Eisenhower Executive Office Building.
Al maig de 2009, Obama va anunciar que Biden seria l'encarregada d'una iniciativa per conscienciar sobre el valor dels col·legis universitaris públics (Community colleges). Jill Biden va continuar impartint dues classes de lectura i escriptura en anglès a NOVA a la tardor del 2009. Al gener de 2010, va pronunciar el discurs d'inici del semestre d'hivern de la Universitat de Delaware, el seu primer discurs en una universitat important. L'agost del 2010, Biden va aparèixer com a ella mateixa en un episodi d'Army Wives, que va formar part de la seva campanya de sensibilització de les famílies de militars.
A l'abril de 2011, ella i Michelle Obama van fundar una iniciativa nacional, Joining Forces, per mostrar les necessitats de les famílies de militars nord-americans. Al setembre de 2011, Biden va donar el seu suport a la campanya FWD d'USAID per la conscienciació sobre la fam mortal, la guerra i la sequera que afectaven més de 13 milions de persones a la Banya d'Àfrica.
Va continuar donant classes a NOVA, i el 2011 va ocupar un lloc permanent com a professora associada, impartint tres cursos d'anglès i fent cursos d'escriptura dos dies a la setmana. Va fer la seva posició allà tan normal com va poder, compartint un despatx amb un altre professor, mantenint les hores habituals d'oficina dels estudiants i intentant convèncer els agents del servei secret que l'acompanyaven perquè es vestissin el més discretament possible. Els seus estudiants sovint desconeixien exactament qui era, referint-se a ella simplement com a "Dr. B.". Els empleats recorden que Biden portava sempre la feina dels estudiants amb ella durant els viatges, i el record de Michelle Obama del seu temps viatjant amb Biden era: "Jill sempre està corregint coses".
La seva vida amb el seu marit al Number One Observatory Circle va tendir cap a la informalitat i es va centrar en la família i els seus nets propers. El juny de 2012, va publicar un llibre infantil, Don't Forget, God Bless Our Troops, basat en el desplegament del seu fillastre Beau.

### Paper a la campanya presidencial del 2012
A les eleccions presidencials dels Estats Units de 2012, en què el seu marit es presentava a la reelecció com a vicepresident, Jill Biden va tenir un paper modest. No va reduir el seu horari docent i va fer poques aparicions en solitari. Això reflectia el seu continu malestar per la política i per parlar en públic, tot i que la campanya d'Obama la considerava valuosa per connectar amb famílies de militars, professors i dones.

### Segon mandat

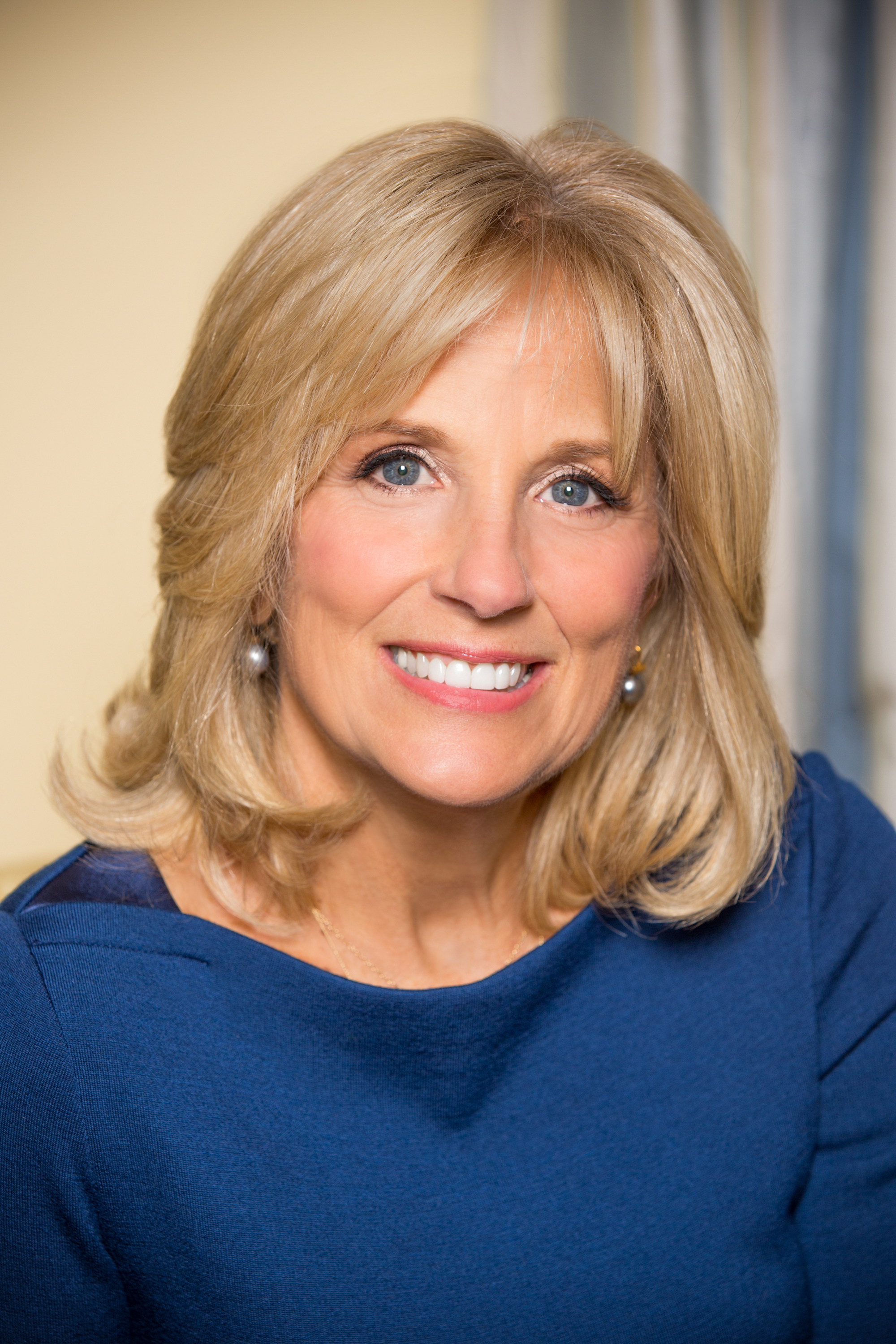
Retrat oficial del segon mandat, desembre de 2012

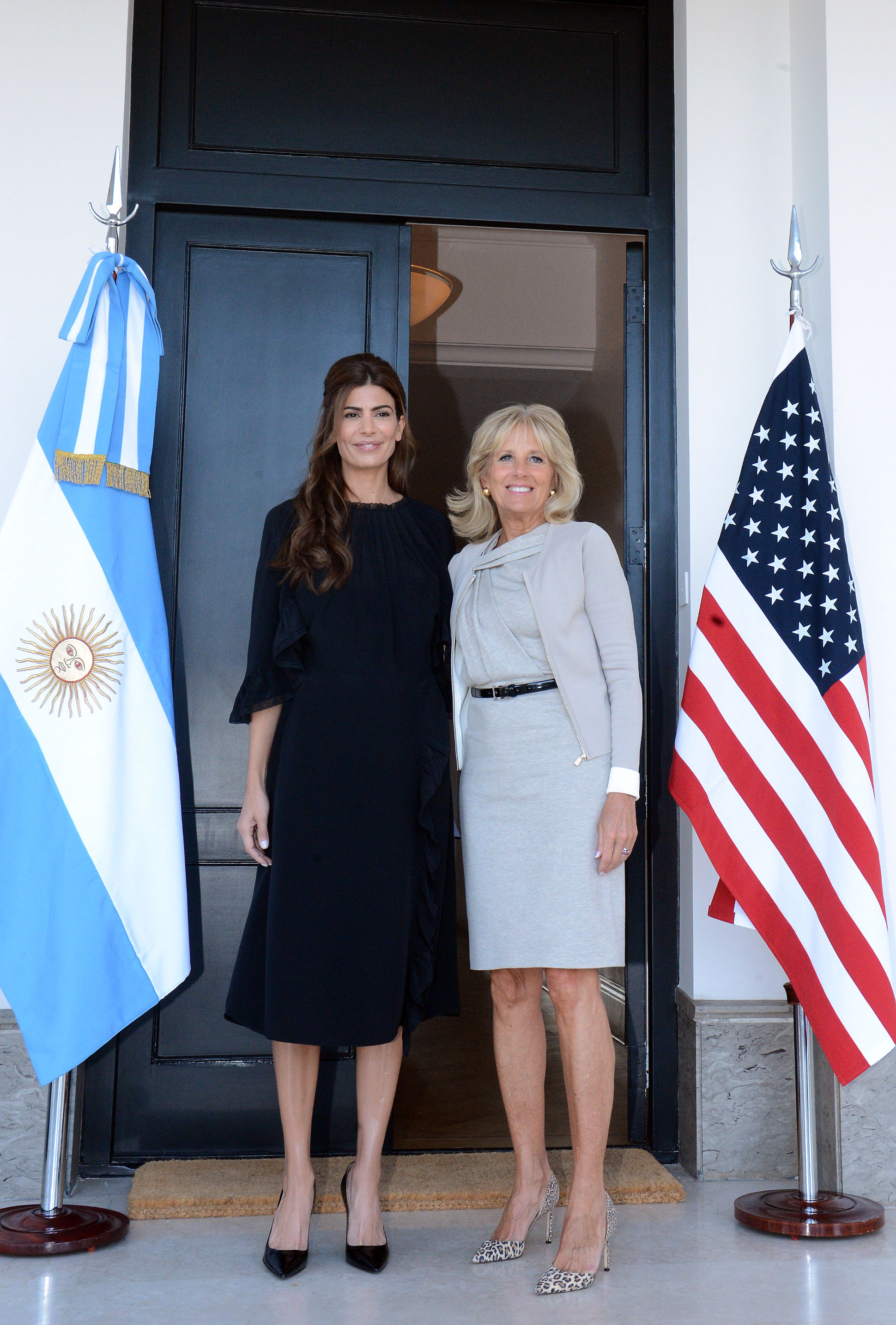
Biden amb Juliana Awada, la primera dama de l'Argentina durant la seva visita a Buenos Aires, juny de 2016.

Després de la reelecció d'Obama i el seu marit el 6 de novembre de 2012, Biden va començar un segon mandat com a segona dama.
Durant el seu segon mandat, Biden va continuar donant suport a les organitzacions de militars. Durant les eleccions del Congrés dels Estats Units del 2014, va fer campanya per diversos demòcrates, inclosos alguns de gran renom, com Mark Udall a Colorado i Michelle Nunn a Geòrgia.
El maig de 2015, el seu fillastre Beau Biden va morir a causa d'un càncer de cervell. Més tard, va descriure la pèrdua com "totalment destructora. La meva vida va canviar en un instant. Durant la seva malaltia, vaig creure de debò que viuria fins al moment en què va tancar els ulls, i no vaig perdre l'esperança". Ella ha dit que va perdre la fe després de la seva mort i va deixar de resar i assistir a l'església durant quatre anys, però més tard va començar a trobar fe de nou com a resultat de les interaccions amb la gent durant la campanya del 2019.
Va estar present al costat del seu marit el 21 d'octubre de 2015, quan va anunciar que no es presentaria a la candidatura presidencial del Partit Demòcrata a les eleccions del 2016. Segons ella mateixa, Biden va quedar decebuda per la decisió del seu marit, ja que creia que el seu marit estava altament qualificat per al càrrec i "hauria estat el millor president".
Biden va continuar donant classes al Northern Virginia Community College, gestionant un total de cinc classes durant el semestre de tardor de 2015. Al març del 2016, va dirigir la rebuda oficial de l'astronauta estatunidenc Scott Kelly a la Terra després de gairebé un any a l'espai.

## Paper a la campanya presidencial del 2020

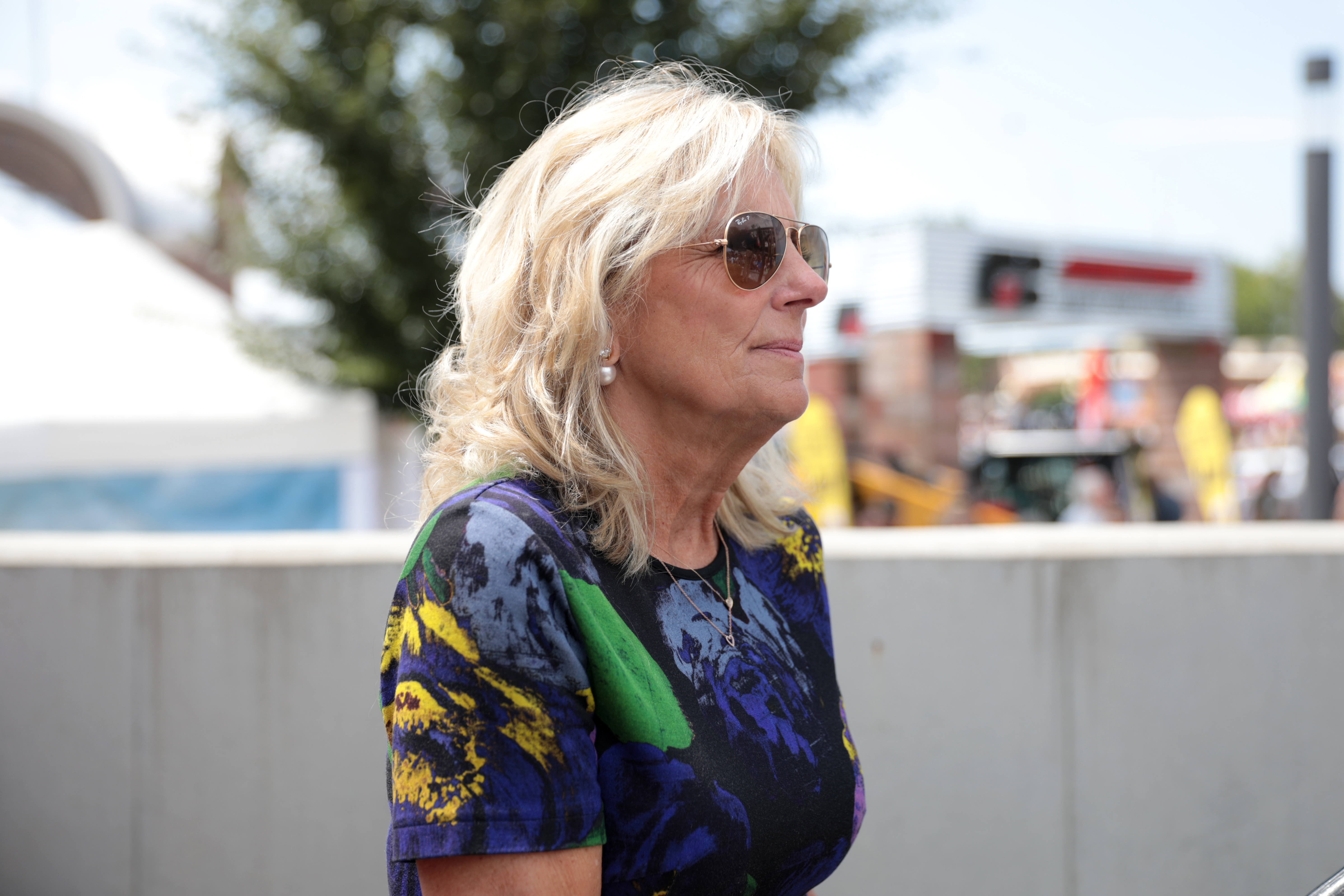
Jill Biden en un esdeveniment de campanya a l'agost del 2019

Pel que fa a la tan discutida possibilitat que el seu marit es presentés a les eleccions presidencials dels Estats Units del 2020, Jill Biden va ser clau en la presa de decisió. Segons unes declaracions del març del 2019, ella estava "entusiasmadament" a favor de la seva candidatura.
La campanya presidencial de Joe Biden 2020 es va anunciar oficialment el 25 d'abril de 2019. Un titular de la revista Town and Country va escriure que "Jill Biden podria ser el millor actiu polític de Joe Biden".
Biden va tenir un paper més actiu en aquesta campanya presidencial que en les dues anteriors del seu marit i, per primera vegada, va agafar-se una excedència al NOVA per al semestre de primavera de 2020 perquè poder estar per la campanya a temps complet. Va rebre formació en docència en línia un cop va arribar la pandèmia de COVID-19 als Estats Units. Va indicar que tenia intenció de reprendre l'ensenyament a NOVA encara que el seu marit fos elegit.

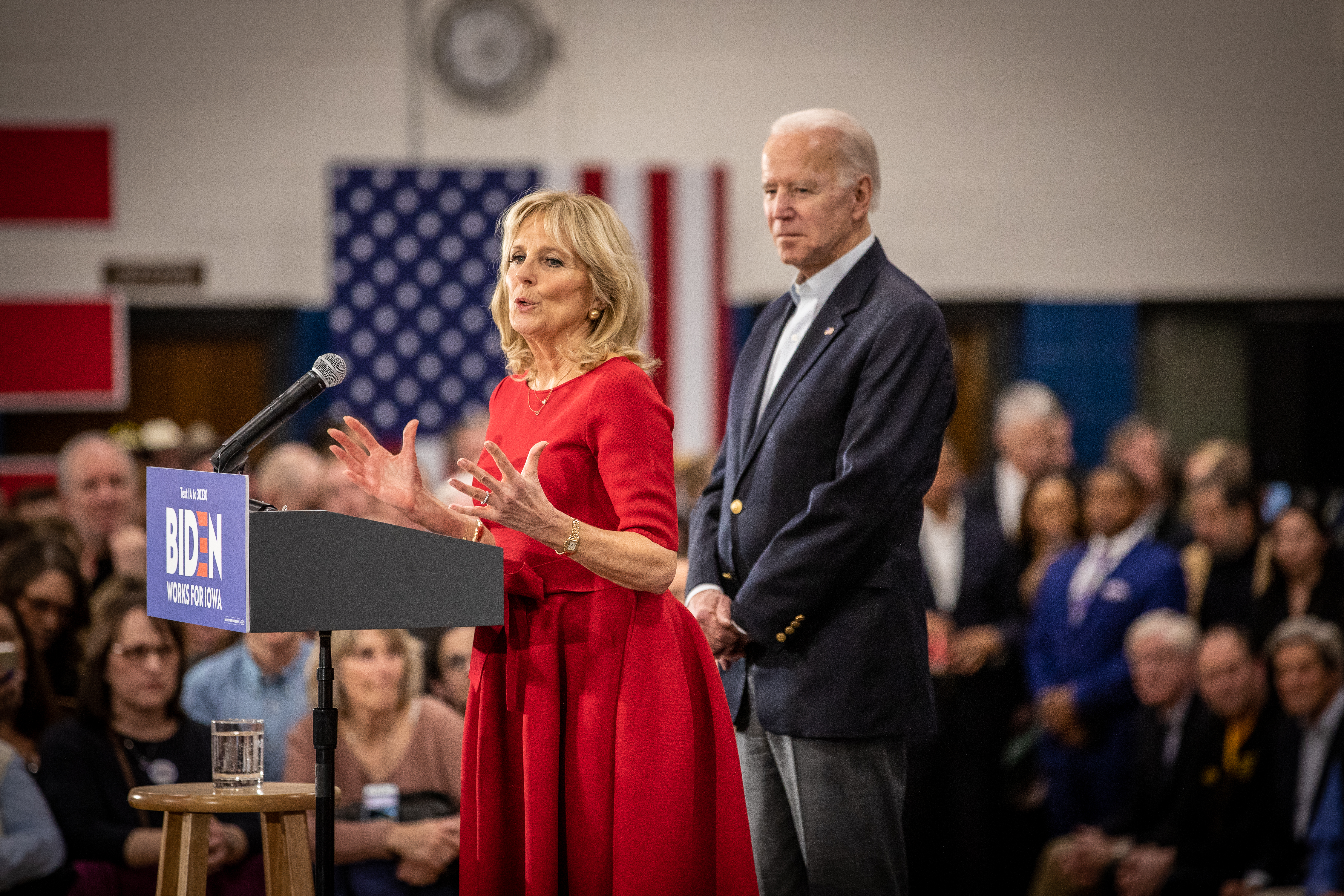
Els Biden a Des Moines, en un míting durant la campanya de les primàries

Va donar la seva adreça electrònica de campanya als votants per si volien fer-li preguntes de seguiment. En aparicions conjuntes, de vegades parlava després que ell ho fes, actuant en un paper "més proper". Després d'haver experimentat diverses victòries a les primàries dels diversos estats, Jill Biden va obtenir una mica d'atenció mediàtica a les primàries del Superdimarts del 3 de març durant el discurs del seu marit quan va impedir físicament que un manifestant s'hi acostés. Quan se li va preguntar sobre la duresa que va fer servir, va dir: "Sóc una bona noia de Philly".
Quan el seu marit ja era presumiblament el guanyador de les primàries i, per tant, el futur candidat demòcrata, el juny del 2020 va publicar el llibre infantil Joey: The Story of Joe Biden, que el retratava com a "valent i aventurer" de petit tot i tenir una tartamudesa per la qual l'assetjaven. El juliol de 2020, va parlar sobre l'impacte de la pandèmia de COVID-19 en l'educació, apareixent en un vídeo amb el seu marit per emfatitzar que entenia les frustracions que tenien nens, pares i professors amb l'educació virtual, però va dir que "les escoles i els pares volen una estratègia clara i basada en la ciència, no missatges mixtos ni ultimàtums". Va criticar la secretària d'Educació dels Estats Units, Betsy DeVos, pel que veia com a motivacions polítiques en defensar la reobertura de les escoles tant sí com no i va dir que "el primer que farà [Joe Biden] és escollir un secretari d'educació, educador d'escola pública i amb experiència a l'aula. Vull dir que ho sento, una vegada i una altra i una altra: no més Betsy DeVos".
Va estar molt involucrada en el procés de selecció vicepresidencial que va fer que fos escollida finalment la senadora Kamala D. Harris. La segona nit de la convenció nacional democràtica virtual del 2020, Jill Biden va parlar des de l'aula de l'escola secundària Brandywine, on havia ensenyat anglès. Va establir paral·lelismes entre el patiment familiar i la situació del país, dient: "Com s'uneix de nou tota una família trencada? De la mateixa manera que es fa una nació sencera. Amb amor i comprensió i amb petits actes de bondat, amb valentia, amb una fe inquebrantable." Durant la recta final de les eleccions generals, va fer campanya a la regió de Delaware Valley, a Pennsilvània, a prop de la seva ciutat natal, emfatitzant la importància d'aquell estat frontissa i dels vots de les dones, dient: "Vosaltres decidireu, vosaltres, les dones, decidireu el futur d'aquest estat i d'aquest estat poden dependre totes les eleccions."

## Primera Dama dels Estats Units
El marit de Biden va ser elegit president i va prendre possessió del càrrec el 20 de gener de 2021. És la primera esposa des de Barbara Bush a ocupar els càrrecs tant de Segona Dama com de Primera Dama i és la primera esposa des de Pat Nixon que els ocupa de manera no consecutiva. Als 69 anys, Biden és la primera dama de més edat que assumeix el càrrec. També és la primera dama italoamericana. Ha reiterat que té previst continuar ensenyant, cosa que la convertiria en la primera esposa d'un president dels Estats Units en exercici que ocupés un lloc de treball remunerat fora de la Casa Blanca. A mitjan novembre de 2020, es va anunciar que la seva cap de gabinet com a primera dama seria l'advocada i diplomàtica Julissa Reynoso Pantaleon i que el seu assessor principal en el càrrec seria Anthony Bernal, membre de la campanya. Al desembre de 2020, es va publicar un article de l'escriptor Joseph Epstein al The Wall Street Journal que instava la primera dama entrant a deixar el títol formal de "Dr.", al·legant que no era metgessa, i es va trobar amb una reacció generalitzada sobretot entre les dones professionals. La primera dama sortint, Melania Trump, no va convidar la primera dama entrant, Jill Biden, a la Casa Blanca per prendre un te i fer un passeig, com és tradició durant la transició presidencial del poder.

## Obra
Més enllà de la tesi doctoral, ha publicat 3 llibres, dos dels quals de gènere infantil
- Student Retention at the Community College: Meeting Students' Needs (University of Delaware, 2006) [Tesi doctoral]
- Don't Forget, God Bless Our Troops (Simon & Schuster, 2012) [Llibre infantil, il·lustracions de Raúl Colón]
- Where the Light Enters: Building a Family, Discovering Myself (Flatiron Books, 2019)
- Joey: The Story of Joe Biden (Simon & Schuster, 2020) [Llibre infantil, il·lustracions d'Amy June Bates]

## Distincions i guardons
Biden ha rebut mitja dotzena de títols honorífics, així com alguns premis més.